# Офелија (ТВ серија)
Офелија је југословенска телевизијска серија снимљена 1967. године у продукцији Телевизије Београд.

## Епизоде
| Сезона | Епизода | Назив | Датум          |
| ------ | ------- | ----- | -------------- |
| 1      | 1       | /     | 11. маја 1967. |
| 1      | 2       | /     | 19. маја 1967. |
| 1      | 3       | /     | 1. јуна 1967.  |

## Улоге
| Глумац                  | Улога                    |
| ----------------------- | ------------------------ |
| Вера Дедић              | Трагеткиња (3 еп. 1967)  |
| Драган Лаковић          | Каскадер I (3 еп. 1967)  |
| Живојин Жика Миленковић | Редитељ (3 еп. 1967)     |
| Павле Минчић            | Каскадер II (3 еп. 1967) |
| Бранка Митић            | Комичарка (3 еп. 1967)   |
| Михајло Бата Паскаљевић | Комичар (3 еп. 1967)     |
| Милутин Мића Татић      | Пијаниста (3 еп. 1967)   |
| Михајло Викторовић      | Трагичар (3 еп. 1967)    |

Комплетна ТВ екипа  ▼
| Редитељ    | Арса Милошевић     | (3 еп. 1967) |
| Сценариста | Слободан Новаковић | (3 еп. 1967) |
| Композитор | Зоран Христић      | (3 еп. 1967) |